# Bob- und Skeleton-Weltmeisterschaften 2016
Die Bob- und Skeleton-Weltmeisterschaften 2016 fanden vom 8. Februar bis zum 21. Februar 2016 im Olympia Eiskanal Igls im Innsbruck-Igls statt. Dabei wurden die Weltmeister im Bobsport und im Skeleton ermittelt.
Der Weltverband IBSF vergab die WM im Bob und Skeleton bei seinem Kongress am 9. Juni 2012 in Sotschi an Igls. Der Ort oberhalb von Innsbruck war in der Vergangenheit bereits Gastgeber von Weltmeisterschaften in beiden Einzelsportarten, nämlich 1935, 1963 und 1993 im Bobsport sowie 1991 und 2000 im Skeleton. Die gemeinsame Austragung der Wettbewerbe fand jedoch zum ersten Mal in Igls statt.

## Medaillenspiegel
| Platz  | Land               |   |   |   |    |
| ------ | ------------------ | - | - | - | -- |
| 1      | Deutschland        | 4 | 2 | 1 | 7  |
| 2      | Lettland           | 2 | – | – | 2  |
| 3      | Österreich         | – | 2 | – | 2  |
| 4      | Russland           | – | 1 | 1 | 2  |
| 5      | Kanada             | – | 1 | – | 1  |
| 5      | Südkorea           | – | 1 | – | 1  |
| 7      | Schweiz            | – | – | 2 | 2  |
| 8      | Vereinigte Staaten | – | – | 1 | 1  |
| Gesamt | Gesamt             | 6 | 7 | 5 | 18 |

## Medaillengewinner
| Sportart       | Wettbewerb     | Wettbewerb     | Gold                                                                       | Gold        | Silber                                                                      | Silber      | Bronze                                                                            | Bronze      |
| Sportart       | Wettbewerb     | Wettbewerb     | Sportler                                                                   | Zeit        | Sportler                                                                    | Zeit        | Sportler                                                                          | Zeit        |
| -------------- | -------------- | -------------- | -------------------------------------------------------------------------- | ----------- | --------------------------------------------------------------------------- | ----------- | --------------------------------------------------------------------------------- | ----------- |
| Bobsport       | Frauen         | Zweierbob      | DeutschlandAnja Schneiderheinze Annika Drazek                              | 3:32,38 min | KanadaKaillie Humphries Melissa Lotholz                                     | 3:32,71 min | Vereinigte StaatenElana Meyers Taylor Lauren Gibbs                                | 3:32,87 min |
| Bobsport       | Männer         | Zweierbob      | DeutschlandFrancesco Friedrich Thorsten Margis                             | 3:26,09 min | DeutschlandJohannes Lochner Joshua Bluhm                                    | 3:26,26 min | SchweizBeat Hefti Alexander Baumann                                               | 3:26,31 min |
| Bobsport       | Männer         | Viererbob      | LettlandOskars Ķibermanis Daumants Dreiškens Arvis Vilkaste Jānis Strenga  | 3:24,27 min | DeutschlandFrancesco Friedrich Candy Bauer Gregor Bermbach Thorsten Margis  | 3:24,31 min | SchweizRico Peter Bror van der Zijde Thomas Amrhein Simon Friedli                 | 3:24,49 min |
| Skeleton       | Frauen         | Frauen         | Tina Hermann                                                               | 3:36,50 min | Janine Flock                                                                | 3:36,96 min | Jelena Nikitina                                                                   | 3:37,09 min |
| Skeleton       | Männer         | Männer         | Martins Dukurs                                                             | 3:28,84 min | Alexander Tretjakow                                                         | 3:29,97 min | –                                                                                 | –           |
| Skeleton       | Männer         | Männer         | Martins Dukurs                                                             | 3:28,84 min | Yun Sung-bin                                                                | 3:29,97 min | –                                                                                 | –           |
| Teamwettbewerb | Teamwettbewerb | Teamwettbewerb | DeutschlandAxel Jungk Schneiderheinze/Bertels Tina Hermann Lochner/Paasche | 3:31,47 min | ÖsterreichMatthias Guggenberger Hengster/Dekker Janine Flock Maier/Moldovan | 3:32,93 min | DeutschlandMichael Zachrau Schneider/Lobenstein Jacqueline Lölling Walther/Bäcker | 3:33,05 min |